# Rakousko na Zimních olympijských hrách 1936
Rakousko na Zimních olympijských hrách 1936 v Garmisch-Partenkirchen reprezentovalo 60 sportovců, z toho 50 mužů a 10 žen. Nejmladším účastníkem byl Hedy Stenuf (13 let, 208 dní), nejstarším pak Franz Lorenz (39 let, 7 dní). Reprezentanti vybojovali 8 medailí, z toho 1 zlatou 3 stříbrné a 4 bronzové.

## Medailisté
| Medaile | Jméno                   | Sport          | Disciplína         |
| ------- | ----------------------- | -------------- | ------------------ |
| Zlato   | Karl Schäfer            | Krasobruslení  | jednotlivci - muži |
| Stříbro | Ilse Pausin Erik Pausin | Krasobruslení  | sportovní dvojice  |
| Bronz   | Felix Kaspar            | Krasobruslení  | jednotlivci - muži |
| Bronz   | Max Stiepl              | Rychlobruslení | 10 000 m - muži    |